# Кајзерсберг
Кајзерсберг је насеље и општина у Француској у региону Алзас, у департману Горња Рајна.
По подацима из 2011. године у општини је живело 2709 становника, а густина насељености је износила 109,15 становника/km².

## Демографија
| 1962. | 1968. | 1975. | 1982. | 1990. | 2011. |
| ----- | ----- | ----- | ----- | ----- | ----- |
| 2.821 | 2.979 | 2.942 | 2.707 | 2.755 | 2.709 |